# World Gone Wrong
World Gone Wrong är ett album av Bob Dylan, utgivet i oktober 1993 på Columbia Records.
Liksom Good as I Been to You från 1992 består albumet av traditionella folksånger, tolkade och framförda av Dylan ensam på gitarr, munspel och sång. Den här gången har han dock valt lite mörkare sånger med mer tragiska teman. Albumet vann en Grammy för bästa traditionella folkalbum.

## Låtlista
Alla låtar är traditionella, arrangerade av Bob Dylan om inget annat anges.
1. "World Gone Wrong" - 3:57
2. "Love Henry" - 4:24
3. "Ragged & Dirty" - 4:09
4. "Blood in My Eyes" - 5:04
5. "Broke Down Engine" - 3:22
6. "Delia" - 5:41
7. "Stack A Lee" - 3:50
8. "Two Soldiers" - 5:45
9. "Jack-A-Roe" - 4:56
10. "Lone Pilgrim" (B.F. White, Adger M. Pace) - 2:43